# Coupe de la Ligue de hockey sur glace 2015-2016
Navigation
Coupe de la Ligue 2015
La Coupe de la Ligue de hockey sur glace 2015-2016 est la dixième édition de cette compétition française. La finale de la Coupe a lieu le 17 février 2016.

## Déroulement
La Coupe de la Ligue débute le 25 août 2015. Elle compte seize équipes, quatorze de Ligue Magnus, une de Division 1, les Drakkars de Caen ainsi que l'équipe de France des moins de 20 ans. La première phase de la compétition comprend 4 poules de quatre équipes. Ces équipes se rencontrent entre elles en match aller-retour. À l'issue de cette phase, les deux premiers de chaque poule se qualifient pour les quarts de finale. Les matchs à élimination directe se déroulent en matchs aller-retour hormis la finale qui se joue sur un match unique.

## Première phase

### Poule A
| Clt   | Équipe             | PJ | V | VP | D | DP | BP | BC | Pts |
| ----- | ------------------ | -- | - | -- | - | -- | -- | -- | --- |
| +001, | Boxers de Bordeaux | 6  | 4 | 1  | 1 | 0  | 27 | 19 | 14  |
| +002, | Ducs d'Angers      | 6  | 3 | 1  | 1 | 1  | 22 | 14 | 12  |
| +003, | Albatros de Brest  | 6  | 3 | 0  | 3 | 0  | 26 | 20 | 9   |
| +004, | Drakkars de Caen   | 6  | 0 | 0  | 5 | 1  | 10 | 32 | 1   |

- Qualifié pour les quarts de finale

### Poule B
| Clt   | Équipe                     | PJ | V | VP | D | DP | BP | BC | Pts |
| ----- | -------------------------- | -- | - | -- | - | -- | -- | -- | --- |
| +001, | Dragons de Rouen           | 6  | 4 | 0  | 1 | 1  | 23 | 14 | 13  |
| +002, | Étoile noire de Strasbourg | 6  | 3 | 0  | 3 | 0  | 27 | 23 | 9   |
| +003, | Gothiques d'Amiens         | 6  | 2 | 1  | 3 | 0  | 23 | 24 | 8   |
| +004, | Gamyo Épinal               | 6  | 2 | 0  | 4 | 0  | 13 | 25 | 6   |

- Qualifié pour les quarts de finale

### Poule C
| Clt   | Équipe                        | PJ | V | VP | D | DP | BP | BC | Pts |
| ----- | ----------------------------- | -- | - | -- | - | -- | -- | -- | --- |
| +001, | Rapaces de Gap                | 6  | 4 | 1  | 1 | 0  | 27 | 16 | 14  |
| +002, | Lions de Lyon                 | 6  | 4 | 0  | 1 | 1  | 19 | 11 | 13  |
| +003, | Brûleurs de loups de Grenoble | 6  | 2 | 0  | 3 | 1  | 21 | 19 | 7   |
| +004, | Diables rouges de Briançon    | 6  | 0 | 1  | 5 | 0  | 8  | 29 | 2   |

- Qualifié pour les quarts de finale

### Poule D
| Clt   | Équipe                                | PJ | V | VP | D | DP | BP | BC | Pts |
| ----- | ------------------------------------- | -- | - | -- | - | -- | -- | -- | --- |
| +001, | Ducs de Dijon                         | 6  | 4 | 0  | 1 | 1  | 32 | 15 | 13  |
| +002, | Pingouins de Morzine-Avoriaz-Les Gets | 6  | 4 | 0  | 2 | 0  | 21 | 16 | 12  |
| +003, | Chamois de Chamonix                   | 6  | 3 | 1  | 2 | 0  | 22 | 11 | 11  |
| +004, | Équipe de France des moins de 20 ans  | 6  | 0 | 0  | 6 | 0  | 6  | 39 | 0   |

- Qualifié pour les quarts de finale

## Séries éliminatoires

### Format
Pour les quarts de finale et les demi-finales, la rencontre se déroule en 2 matches : l'aller chez l’équipe la moins bien classé de la première phase.
Si chaque équipe remporte un match, le qualifié est celui qui a la meilleure différence de buts. S'il y a toujours égalité à l’issue du temps réglementaire du match retour, une prolongation en mort subite est jouée, suivie si nécessaire d'une épreuve de tirs au but.
La finale se dispute sur un seul match joué sur terrain neutre. En cas d’égalité à l’issue du temps réglementaire les équipes disputent une prolongation en mort subite et, si nécessaire, une épreuve de tirs au but. 

### Tableau
|  | Quarts de finale                           | Quarts de finale                           | Quarts de finale            | Quarts de finale          |                         |                         | Demi-finales                | Demi-finales                | Demi-finales                | Demi-finales                |  |  | Finale                                    | Finale                                    | Finale                                    | Finale                                    |
|  |                                            |                                            |                             |                           |                         |                         |                             |                             |                             |                             |  |  |                                           |                                           |                                           |                                           |
|  | 20 octobre et 11 novembre                  | 20 octobre et 11 novembre                  | 20 octobre et 11 novembre   | 20 octobre et 11 novembre |                         |                         | 25 novembre et 1er décembre | 25 novembre et 1er décembre | 25 novembre et 1er décembre | 25 novembre et 1er décembre |  |  | 17 février, Patinoire de Méribel, Méribel | 17 février, Patinoire de Méribel, Méribel | 17 février, Patinoire de Méribel, Méribel | 17 février, Patinoire de Méribel, Méribel |
|  | 20 octobre et 11 novembre                  | 20 octobre et 11 novembre                  | 20 octobre et 11 novembre   | 20 octobre et 11 novembre |                         |                         | 25 novembre et 1er décembre | 25 novembre et 1er décembre | 25 novembre et 1er décembre | 25 novembre et 1er décembre |  |  | 17 février, Patinoire de Méribel, Méribel | 17 février, Patinoire de Méribel, Méribel | 17 février, Patinoire de Méribel, Méribel | 17 février, Patinoire de Méribel, Méribel |
|  | (A1) Boxers de Bordeaux                    | (A1) Boxers de Bordeaux                    | 2                           | 8                         |                         |                         | 25 novembre et 1er décembre | 25 novembre et 1er décembre | 25 novembre et 1er décembre | 25 novembre et 1er décembre |  |  | 17 février, Patinoire de Méribel, Méribel | 17 février, Patinoire de Méribel, Méribel | 17 février, Patinoire de Méribel, Méribel | 17 février, Patinoire de Méribel, Méribel |
|  | (A1) Boxers de Bordeaux                    | (A1) Boxers de Bordeaux                    | 2                           | 8                         |                         |                         | 25 novembre et 1er décembre | 25 novembre et 1er décembre | 25 novembre et 1er décembre | 25 novembre et 1er décembre |  |  | 17 février, Patinoire de Méribel, Méribel | 17 février, Patinoire de Méribel, Méribel | 17 février, Patinoire de Méribel, Méribel | 17 février, Patinoire de Méribel, Méribel |
|  | (B2) Étoile Noire de Strasbourg            | (B2) Étoile Noire de Strasbourg            | 3                           | 0                         |                         |                         | 25 novembre et 1er décembre | 25 novembre et 1er décembre | 25 novembre et 1er décembre | 25 novembre et 1er décembre |  |  | 17 février, Patinoire de Méribel, Méribel | 17 février, Patinoire de Méribel, Méribel | 17 février, Patinoire de Méribel, Méribel | 17 février, Patinoire de Méribel, Méribel |
|  | (B2) Étoile Noire de Strasbourg            | (B2) Étoile Noire de Strasbourg            | 3                           | 0                         | (A1) Boxers de Bordeaux | (A1) Boxers de Bordeaux | 3                           | 2                           |                             |                             |  |  | 17 février, Patinoire de Méribel, Méribel | 17 février, Patinoire de Méribel, Méribel | 17 février, Patinoire de Méribel, Méribel | 17 février, Patinoire de Méribel, Méribel |
|  | 20 octobre et 11 novembre                  |                                            |                             |                           | (A1) Boxers de Bordeaux | (A1) Boxers de Bordeaux | 3                           | 2                           |                             |                             |  |  | 17 février, Patinoire de Méribel, Méribel | 17 février, Patinoire de Méribel, Méribel | 17 février, Patinoire de Méribel, Méribel | 17 février, Patinoire de Méribel, Méribel |
|  |                                            |                                            | (C1) Rapaces de Gap         | (C1) Rapaces de Gap       | 2                       | 5                       |                             |                             |                             |                             |  |  | 17 février, Patinoire de Méribel, Méribel | 17 février, Patinoire de Méribel, Méribel | 17 février, Patinoire de Méribel, Méribel | 17 février, Patinoire de Méribel, Méribel |
|  | (C1) Rapaces de Gap                        | (C1) Rapaces de Gap                        | (C1) Rapaces de Gap         | (C1) Rapaces de Gap       | 2                       | 5                       | 4                           | 8                           |                             |                             |  |  | 17 février, Patinoire de Méribel, Méribel | 17 février, Patinoire de Méribel, Méribel | 17 février, Patinoire de Méribel, Méribel | 17 février, Patinoire de Méribel, Méribel |
|  | (C1) Rapaces de Gap                        | (C1) Rapaces de Gap                        | 25 novembre et 1er décembre |                           |                         |                         | 4                           | 8                           |                             |                             |  |  | 17 février, Patinoire de Méribel, Méribel | 17 février, Patinoire de Méribel, Méribel | 17 février, Patinoire de Méribel, Méribel | 17 février, Patinoire de Méribel, Méribel |
|  | (D2) Pingouins de Morzine-Avoriaz-Les Gets | (D2) Pingouins de Morzine-Avoriaz-Les Gets | 2                           | 4                         |                         |                         |                             |                             |                             |                             |  |  | 17 février, Patinoire de Méribel, Méribel | 17 février, Patinoire de Méribel, Méribel | 17 février, Patinoire de Méribel, Méribel | 17 février, Patinoire de Méribel, Méribel |
|  | (D2) Pingouins de Morzine-Avoriaz-Les Gets | (D2) Pingouins de Morzine-Avoriaz-Les Gets | 2                           | 4                         | (C1) Rapaces de Gap     | (C1) Rapaces de Gap     | 4                           | 4                           |                             |                             |  |  |                                           |                                           |                                           |                                           |
|  | 20 octobre et 11 novembre                  |                                            |                             |                           | (C1) Rapaces de Gap     | (C1) Rapaces de Gap     | 4                           | 4                           |                             |                             |  |  |                                           |                                           |                                           |                                           |
|  |                                            |                                            | (B1) Dragons de Rouen       | (B1) Dragons de Rouen     | 2                       | 2                       |                             |                             |                             |                             |  |  |                                           |                                           |                                           |                                           |
|  | (B1) Dragons de Rouen                      | (B1) Dragons de Rouen                      | (B1) Dragons de Rouen       | (B1) Dragons de Rouen     | 2                       | 2                       | 5                           | 6                           |                             |                             |  |  |                                           |                                           |                                           |                                           |
|  | (B1) Dragons de Rouen                      | (B1) Dragons de Rouen                      |                             |                           |                         |                         |                             |                             |                             |                             |  |  |                                           |                                           |                                           |                                           |
|  | (A2) Ducs d'Angers                         | (A2) Ducs d'Angers                         | 3                           | 2                         |                         |                         |                             |                             |                             |                             |  |  |                                           |                                           |                                           |                                           |
|  | (A2) Ducs d'Angers                         | (A2) Ducs d'Angers                         | 3                           | 2                         | (B1) Dragons de Rouen   | (B1) Dragons de Rouen   | 6                           | 3                           |                             |                             |  |  |                                           |                                           |                                           |                                           |
|  | 20 octobre et 11 novembre                  |                                            |                             |                           | (B1) Dragons de Rouen   | (B1) Dragons de Rouen   | 6                           | 3                           |                             |                             |  |  |                                           |                                           |                                           |                                           |
|  |                                            |                                            | (D1) Ducs de Dijon          | (D1) Ducs de Dijon        | 2                       | 1                       |                             |                             |                             |                             |  |  |                                           |                                           |                                           |                                           |
|  | (D1) Ducs de Dijon                         | (D1) Ducs de Dijon                         | (D1) Ducs de Dijon          | (D1) Ducs de Dijon        | 2                       | 1                       | 4                           | 4                           |                             |                             |  |  |                                           |                                           |                                           |                                           |
|  | (D1) Ducs de Dijon                         | (D1) Ducs de Dijon                         |                             |                           |                         |                         |                             | 4                           |                             |                             |  |  |                                           |                                           |                                           |                                           |
|  | (C2) Lions de Lyon                         | (C2) Lions de Lyon                         | 0                           | 1                         |                         |                         |                             |                             |                             |                             |  |  |                                           |                                           |                                           |                                           |
|  | (C2) Lions de Lyon                         | (C2) Lions de Lyon                         | 0                           | 1                         |                         |                         |                             |                             |                             |                             |  |  |                                           |                                           |                                           |                                           |
|  |                                            |                                            |                             |                           |                         |                         |                             |                             |                             |                             |  |  |                                           |                                           |                                           |                                           |

### Finale
| 17 février 2016 | Gap | 4-2 (2-0, 1-1, 1-1) | Rouen | Patinoire de Méribel, Méribel |